# إيرنيستو دياز
إيرنيستو دياز (بالإسبانية: José Ernesto Díaz)‏ (8 أكتوبر 1954 ببوغوتا في كولومبيا - 4 مايو 2002 بميامي في كولومبيا) هو لاعب كرة قدم كولومبي في مركز الهجوم، شارك في الألعاب الأولمبية الصيفية 1972. وشارك مع منتخب كولومبيا لكرة القدم. أما مع النوادي، فقد لعب مع أتلتيكو جونيور وإنديبندينتي ميديلين وإنديبنديينتي سانتا في وستاندارد لييج ونادي ميلوناريوس.

## وصلات خارجية
- إيرنيستو دياز على موقع ناشيونال فوتبول تيمز (الإنجليزية)
- إيرنيستو دياز على موقع أوليمبيديا (الإنجليزية)